# إيوا سترومبرغ
إيوا سترومبرغ (بالسويدية: Ewa Strömberg)‏ هي ممثلة سويدية، ولدت في 13 يناير 1940 في السويد، وتوفيت في 24 يناير 2013.

## وصلات خارجية
- إيوا سترومبرغ على موقع IMDb (الإنجليزية)
- إيوا سترومبرغ على موقع ألو سيني (الفرنسية)
- إيوا سترومبرغ على موقع أول موفي (الإنجليزية)
- إيوا سترومبرغ على موقع قاعدة بيانات الأفلام السويدية (السويدية)
- إيوا سترومبرغ على موقع قاعدة بيانات الفيلم (الإنجليزية)
- إيوا سترومبرغ على موقع كينوبويسك (الروسية)